# Rhipidocephala caffra
Rhipidocephala caffra är en tvåvingeart som först beskrevs av Macquart 1846.  Rhipidocephala caffra ingår i släktet Rhipidocephala och familjen rovflugor. Inga underarter finns listade i Catalogue of Life.